# باینا (مجارستان)
باینا (به مجاری:  Bajna) یک شهرداری در مجارستان است که در ناحیه استرگوم واقع شده‌است. باینا ۳۷٫۲۱ کیلومتر مربع مساحت و ۲٬۰۲۷ نفر جمعیت دارد.